# Приходько Олексій Олегович
Олексі́й Оле́гович Прихо́дько  (нар. 21 липня 1992, м. Глухів, Сумська область, Україна — пом. 24 червня 2014, с. Панченкове, Довжанський район, Луганська область, Україна) — український військовослужбовець, молодший сержант Збройних сил України.

## Життєпис
Народився 1992 року у прикордонному місті Глухів на Сумщині. Був єдиною дитиною в сім'ї. Займався спортом, захоплювався технічним моделюванням. Після закінчення 9-го класу загальноосвітньої школи № 7 м. Ромни продовжив навчання у Роменському коледжі Сумського національного аграрного університету. Але згодом вирішив пов'язати своє життя з військовою службою.
14 жовтня 2011 призваний на військову службу за контрактом 157-м територіальним центром комплектування м. Суми. Проходив навчання у «Десні». У жовтні 2013 вдруге підписав контракт на подальшу службу.
Заступник командира бойової машини — навідник-оператор 1-го механізованого взводу 1-ї механізованої роти 1-го механізованого батальйону 72-ї окремої механізованої бригади, в/ч А2167, м. Біла Церква.
У зв'язку з російською збройною агресією проти України підрозділи 1-го механізованого батальйону виконували завдання в рамках антитерористичної операції на кордоні з РФ, з метою забезпечення охорони та оборони на ділянці східного державного кордону задля уникнення потрапляння в Україну російських бандформувань та зброї.
З травня 2014 ніс службу на блокпостах і опорних пунктах у Довжанському районі (на той час — Свердловський район) Луганської області.
Загинув в часі «перемир'я» в результаті обстрілу блокпосту поблизу с. Панченкове. Коли рота поверталася з бойового чергування, російські бойовики несподівано почали обстріл з мінометів та ПТРК. Протитанкова керована ракета поцілила у БМП-2, біля якої стояв Олексій, від отриманих важких поранень молодший сержант помер на місці. Загинув також старший солдат Віталій Цибора, троє бійців зазнали поранень — кримчанин сержант Олександр Чухліб, солдати Сергій Борисенко та Артем Мирський.
Похований на кладовищі м. Ромни.
Залишились батьки Валентина Василівна та Олег Іванович.

## Нагороди та вшанування
29 вересня 2014 року — за особисту мужність і героїзм, виявлені у захисті державного суверенітету та територіальної цілісності України, відзначений — нагороджений орденом «За мужність» III ступеня (посмертно).
8 травня 2015 року у м. Ромни на фасаді будівлі Роменської ЗОШ І-ІІІ ступенів № 7 (вулиця Полтавська, 32) урочисто відкрили меморіальну дошку і посадили каштанову алею Олексія Приходька.
27 травня 2017 року в Ромнах на Алеї Героїв відкрили пам'ятну стелу «Герої не вмирають!» роменським бійцям, які загинули під час проведення антитерористичної операції на Сході України. Серед 9 полеглих захисників й Олексій Приходько.